# In fretta in fretta
In fretta in fretta (Deprisa, deprisa) è un film del 1981 diretto da Carlos Saura.
È stato proiettato alla 31ª edizione del Festival di Berlino, aggiudicandosi l'Orso d'oro.

## Trama
Il film è il ritratto crudo e violento di un gruppo di giovani tossicodipendenti, Pablo, Ángela, Meca e El Sebas, che trascorrono una vita al limite nei sobborghi di Madrid in un'escalation criminale che li porta dai furti d'auto alle rapine in banca.

## Produzione
Il cast è composto principalmente da attori non professionisti scelti da Carlos Saura nel distretto popolare di Villaverde a Madrid. Molti di loro erano realmente tossicodipendenti con problemi con la giustizia e il quotidiano conservatore spagnolo ABC accusò Saura di averli pagati in eroina, così da indurli a non abbandonare le riprese. La cosa è stata confermata nel 2014 dall'attore Enrique San Francisco in un'intervista su El Comercio, anche se all'epoca Saura aveva rifiutato l'accusa affermando che i giovani protagonisti non avevano bisogno del suo aiuto e che sapevano molto meglio di lui dove procurarsi l'eroina.
In seguito, Berta Socuéllamos Zarco (Ángela nel film) si è sposata con José María Hervás Roldán (El Sebas), mentre Jose Antonio Valdelomar González (Pablo) è morto per un'overdose nel 1992 nel carcere di Carabanchel, dove stava scontando la pena per una rapina in banca.

## Colonna sonora
La colonna sonora, pubblicata dalla EMI-Odeon, comprende brani di gypsy rumba, flamenco e sevillana eseguiti da artisti e gruppi come Los Chunguitos, Los Marismeños, La Marelu (pseudonimo della cantante Magdalena Montañez Salazar) e i Cappuccino, presenti con due canzoni firmate da Miguel Bosé e Danilo Vaona.

### Tracce
1. Los Chunguitos – Me Quedo Contigo (3:42)
2. La Marelu – Yo le pido al Dios del cielo (4:25)
3. Los Marismeños – Caramba Carambita (3:12)
4. Emilio de Diego – Deprisa Deprisa (2:42)
5. Cappuccino – Hell Dance With Me (6:08)
6. Los Chunguitos – ¡Ay! Que Dolor (3:04)
7. Lole y Manuel – Un Cuento Para Mi Niño (3:28)
8. La Marelu – Yo No Se Que Hacer (3:34)
9. Emilio De Diego – Sebas (3:01)
10. Cappuccino – Georgeus' Things (6:03)

## Distribuzione
Dopo l'anteprima del febbraio 1981 al Festival di Berlino, il film è stato distribuito in Francia dal successivo 25 marzo (con il titolo Vivre vite!) e in Spagna dal 2 aprile.

## Accoglienza
Il film ha ottenuto recensioni positive e un ottimo risultato al box office, incassando oltre 167 milioni di pesetas (a fronte di un budget di 36 milioni) e rivelandosi il maggior successo commerciale del produttore Elías Querejeta nei quindici anni della sua collaborazione con Carlos Saura.

## Riconoscimenti
- 1981 – Festival internazionale del cinema di Berlino
  - Orso d'oro a Carlos Saura
- 1983 – Chicago International Film Festival
  - Candidatura al Gold Hugo per il miglior lungometraggio a Carlos Saura